# Alianza Fútbol Club
Ne doit pas être confondu avec l'Alianza FC, club du Panama.
Maillots
L'Alianza Fútbol Club est un club salvadorien de football fondé en 1958 est basée dans la ville de San Salvador. 

## Historique
- 1958 : fondation du club

## Palmarès
| Compétitions nationales | Compétitions internationales |
| - Championnat du Salvador : (18) - Champion : 1966, 1967, 1987, 1990, 1994, 1997, 1998 (A), 2001 (A), 2004 (C), 2011 (C), 2015 (A), 2017 (A), 2018 (C), 2019 (A), 2020 (A), 2021 (A), 2022 (C), 2024 (C) - Vice-Champion : 1973, 1975, 1978, 1985, 1992, 1993, 2002 (C), 2012 (A), 2016 (A), 2017 (C), 2018 (A), 2019 (C), 2021 (C) - Copa Presidente : (1) - Vainqueur : 1966 | - Copa Interclubes UNCAF : (1) - Vainqueur : 1997 - Finaliste : 1980 - Coupe des champions de la CONCACAF : (1) - Vainqueur : 1967 |

## Anciens joueurs
- Rodolfo Zelaya
- Jaime Rodríguez
- José Quintanilla
- Julio César Cortés
- Didier Ovono
- Raúl Magaña
- Salvador Mariona
- Luis Hernán Álvarez